# Kikayon

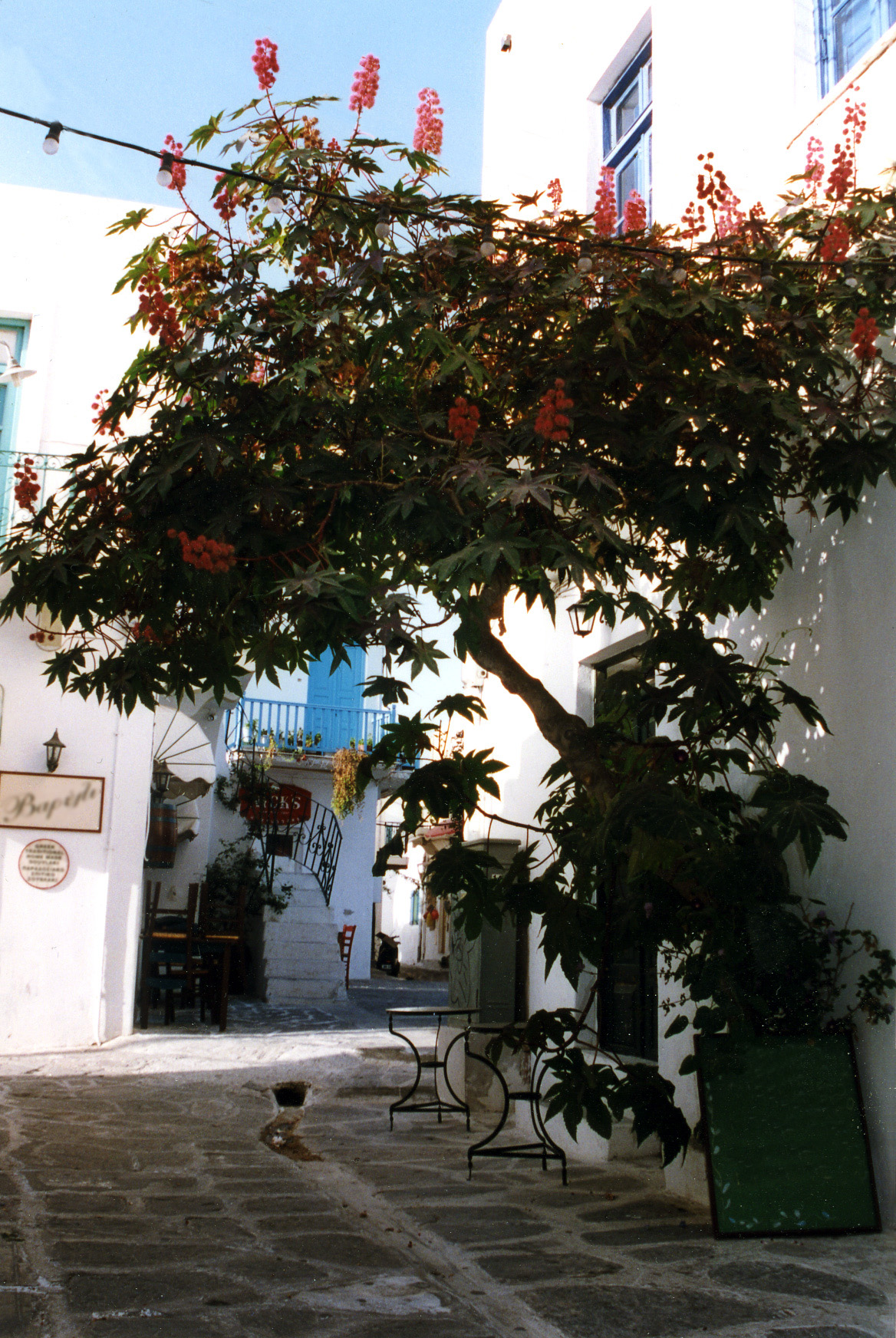
Planta de óleo de mamona

Kikayon (em hebraico:  קִיקָיוֹן) é o nome em hebraico de uma planta mencionada no livro de Jonas na Bíblia Sagrada.

## Origem
O primeiro uso do termo kikayon está no livro bíblico de Jonas, capítulo 4. Na citação abaixo, da tradução em língua portuguesa, a palavra 'planta' ocorre onde o hebraico tem kikayon.

Então o Senhor Deus fez crescer uma planta sobre Jonas, para dar sombra à sua cabeça e livrá-lo do calor, e Jonas ficou muito alegre. Mas na madrugada do dia seguinte, Deus mandou uma lagarta atacar a planta de modo que ela secou. Ao nascer do sol, Deus trouxe um vento oriental muito quente, e o sol bateu na cabeça de Jonas, a ponto de ele quase desmaiar. Com isso ele desejou morrer, e disse: "Para mim seria melhor morrer do que viver". Mas Deus disse a Jonas: "Você tem alguma razão para estar tão furioso por causa da planta? " Respondeu ele: "Sim, tenho! E estou furioso a ponto de querer morrer". Mas o Senhor lhe disse: "Você tem pena dessa planta, embora não a tenha podado nem a tenha feito crescer. Ela nasceu numa noite e numa noite morreu. Contudo, Nínive tem mais de cento e vinte mil pessoas que não sabem nem distinguir a mão direita da esquerda, além de muitos rebanhos. Não deveria eu ter pena dessa grande cidade?"
- Jonas 4:6-11

## Classificação
A palavra kikayon é referenciada apenas no livro de Jonas e há alguma dúvida sobre que tipo de planta é. Algumas hipóteses incluem uma cabaça e uma planta de mamona. O uso atual em hebraico da palavra refere-se à planta de mamona.